# Festival della Valle d’Itria
Das Festival della Valle d’Itria ist ein 1975 gegründetes Opernfestival in der süditalienischen Gemeinde Martina Franca in der Provinz Tarent (Region Apulien). Es findet jährlich von Mitte Juli bis Anfang August, statt. Seit Gründung wurden mehr als 100 Opern aufgeführt. Wiederholt erhielten Festivalkünstler und 1984/85 Valle d’Itria selbst die Kritikerauszeichnung Premio Abbiati.

## Geschichte
Das Musikfestival, dessen Name sich aus dem Valle d’Itria herleitet, wurde 1975 von einer Gruppe von Intellektuellen und Musikliebhabern gegründet; sein erster Präsident wurde Alessandro Caroli, der in seiner Arbeit durch den Bürgermeister Franco Punzi (sein Nachfolger) und den Teatro-alla-Scala-Intendanten Paolo Grassi unterstützt wurde. Von Beginn an setzten sich die Gründer für die Wiederbelebung vergessenen Musikrepertoires ein. Erste Erfolge wurden 1976 die Aufführungen von Rossinis Tancredi und Bellinis Norma.
Ab 1980 konzentrierte sich der künstlerische Leiter Rodolfo Celletti auf das italienische Belcanto-Repertoire und die Neapolitanische Schule. So wurden Rossinis Adelaide di Borgogna und Semiramide, Monteverdis L’incoronazione di Poppea, Händels Giulio Cesare und Daniel-François-Esprit Aubers Fra Diavolo aufgeführt. Unter der künstlerischen Leitung von Sergio Segalini (1994 bis 2009) wurde das Festival weiterentwickelt und Cherubinis Medée, Meyerbeers Robert le diable, Offenbachs La Grande-Duchesse de Gérolstein und Strauss’ Salome dargeboten.
2010 bis 2021 war Alberto Triola künstlerischer Leiter und legte den Schwerpunkt zum einen auf den Belcanto in der Barockoper, zum anderen wurden Werke des 20. Jahrhunderts und der Neuen Musik in das Repertoire aufgenommen. Während des Festivals 2016 wurde die wiederentdeckte Mercadante-Oper Francesca da Rimini unter der musikalischen Leitung von Fabio Luisi zur Uraufführung gebracht.
2021 bis 2024 leitete der deutsche Kulturmanager Sebastian F. Schwarz das Festival. 2022 fand nach 341 Jahren die erste szenische Aufführung in heutiger Zeit von Francesco Cavallis Il Xerse unter der musikalischen Leitung von Federico Maria Sardelli statt.
Die Komponistin Silvia Colasanti wird ab der Saison 2025 neue künstlerische Leiterin des Festival della Valle d’Itria und der Accademia del Belcanto "Rodolfo Celetti".

## Organisation

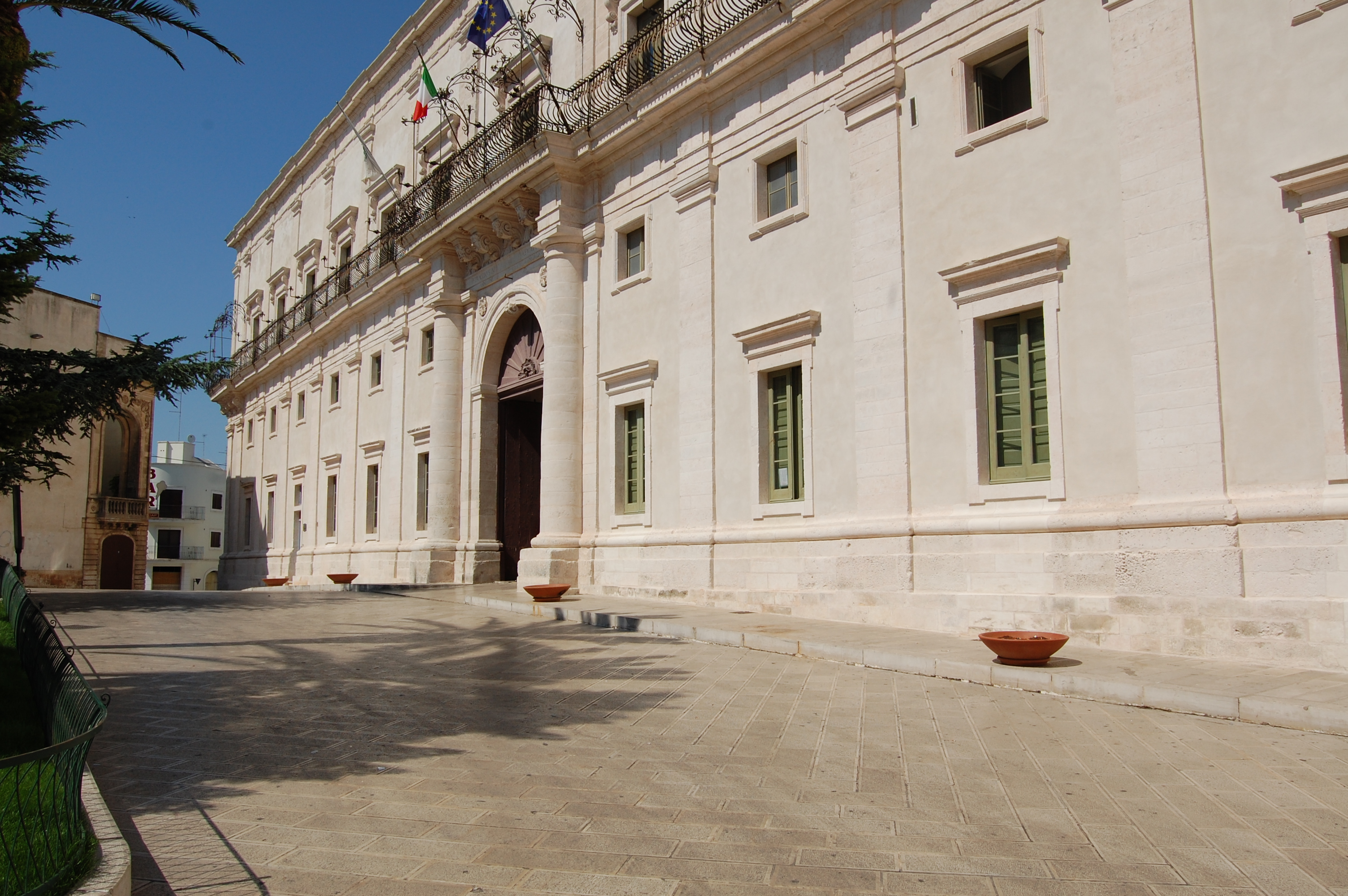
Sitz des Festival della Valle d’Itria im Palazzo Ducale (2012)

Die Festivalorganisation residiert im Centro Artistico Musicale Paolo Grassi im Palazzo Ducale, dem Sitz der Stadtverwaltung von Martina Franca. Überwiegend finden die Konzert- und Opernaufführungen im Innenhof des ehemaligen Adelspalastes und im Klosterhof der Kirche San Domenico statt. Präsident des Festivals ist Franco Punzi; die künstlerische Leitung hat Sebastian F. Schwarz inne und Fabio Luisi ist seit dem 41. Festival Musikdirektor.
Es ist Mitglied mehrerer Dachorganisation wie Opera Europa, (European Festivals Association, Comitato Nazionale Italiano Musica und Italiafestival).

## Vergebene Preise

### Celletti
Der Celletti-Preis (künstlerischer Leiter, 1980–1993) wird seit 2010 (überwiegend an Sänger) vergeben.
- 2010: Mariella Devia
- 2011: Daniela Dessì
- 2012: Paolo Coni
- 2013: Lella Cuberli
- 2014: Alberto Zedda
- 2015: Luciana Serra
- 2016: Ruggero Raimondi
- 2017: Ramón Vargas
- 2018: Michele Pertusi
- 2019: Bruno Campanella
- 2020: Sara Mingardo
- 2021: Richard Bonynge und Joan Sutherland (in memoriam)
- 2022: Grace Bumbry
- 2023: Pier Luigi Pizzi
- 2024: Fabio Luisi

### D’Arcangelo
Seit 1995 wird der Lorenzo D’Arcangelo-Preis für Journalisten vergeben. Er ist dem Lokaljournalisten Lorenzo d’Arcangelo gewidmet und wird an Musikkritiker überreicht, die sich eindrücklich mit dem Festival auseinandergesetzt haben.
- 1995: Giovanni Carli Ballola (L’Espresso)
- 1996: Franco Chieco (La Gazzetta del Mezzogiorno)
- 1997: Angelo Foletto (La Repubblica)
- 1998: Paolo Isotta (Corriere della Sera)
- 1999: Antonio Rossano (Rai 3)
- 2000: Giorgio Gualerzi (Famiglia Cristiana e l’Opera)
- 2001: Alberto Mattioli (Il Giorno)
- 2002: Geerd Heinsen (Orpheus Oper International)
- 2003: Sabino Lenoci (L’Opera)
- 2004: Sandro Cappelletto (La Stampa)
- 2005: Duilio Courir (Amadeus)
- 2006: Antonio Francisco Rosado (Opera Actual)
- 2007: Ash Khadekar (Opera Now)
- 2008: Giancarlo Landini (L’Opera)
- 2009: Nicola Sbisà (La Gazzetta del Mezzogiorno)
- 2010: Carla Moreni (Il Sole 24 Ore)
- 2011: Elvio Giudici (Il Giorno, La Nazione, Il Resto del Carlino)
- 2012: Josè Minervini (Corriere del Giorno)
- 2013: Francesca Nesler (La Musica di Rai Tre)
- 2014: Costantino Foschini (Rai 3)
- 2015: Robert Quitta (Die Bühne)
- 2016: Gabriella Fumarola (Avvenire)
- 2017: Nicola Pedone (Radio Rai 3)
- 2018: Fiorella Sassanelli (La Repubblica)
- 2019: Fabio Cappelli (RAI News)
- 2020: Susanna Franchi (Il giornale della musica)
- 2021: Manuel Brug (Die Welt)
- 2022: Paolo di Nicola (Radio Vaticana)
- 2023: Dinko Fabris (Repubblica)
- 2024: Francesco Mazzotta (Corriere del Mezzogiorno, Corriere della Sera)

### Bacco dei Borbone
In Zusammenarbeit mit der Associazione Voltaire in Martina Franca vergibt das Festival seit 1978 jährlich den Preis Bacco dei Borbone an den „beliebtesten“ Künstler. Die Preisträger erhalten jeweils eine Auswahl von 100 Weinflaschen Martina Franca DOC vom Weingut Di Marco.
- 1978: Katia Ricciarelli
- 1979: Viorica Cortez
- 1980: Alberto Zedda
- 1981: Raina Kabaivanska
- 1982: Lamberto Pugelli
- 1983: Wakoh Shimada
- 1984: Giorgio Gualerzi
- 1985: Orchestra Satu Mare
- 1986: Bruno Campanella
- 1987: Rodolfo Celletti
- 1988: Filippo Crivelli
- 1989: Egisto Marcucci
- 1990: Viktoria Mullova
- 1991: Daniela Dessì
- 1992: Alessandra Ruffini
- 1993: Giuseppe Morino
- 1994: Giuliano Carella
- 1995: Patrick Fournillier
- 1996: Lucia Valentini Terrani
- 1997: Patrizia Ciofi
- 1998: Sergio Segalini
- 1999: Loris Azzaro
- 2000: Lorenzo Mariani
- 2001: Jean Louis Pichon
- 2002: Nicolas Rivenq
- 2003: Guido De Monticelli
- 2004: Luca Grassi
- 2005: Sofiya Soloviy
- 2006: Maria Laura Martorana
- 2007: Francesca Scaini
- 2008: Massimiliano Caldi
- 2009: Serena Daolio und Danilo Formaggia
- 2010: Sonia Ganassi
- 2011: Franco Fagioli
- 2012: Giacomo Sagripanti
- 2013: Jessica Pratt
- 2014: Domenico Colaianni
- 2015: Alfonso Antoniozzi
- 2016: Pier Luigi Pizzi
- 2017: Diego Fasolis
- 2018: Carmela Remigio
- 2019: Fabio Luisi
- 2020: Anna Caterina Antonacci
- 2021: Federico Maria Sardelli
- 2022: David Pountney
- 2023: Alessandro Talevi
- 2024: Leila Fteita

## Partner
Partner des Festivals sind folgende Unternehmen und Stiftungen: Happy Casa Store, Fondazione Lino Cassano, Zamar und In&Out Holding sowie der Medienpartner Mondo Classica.

## Diskographische Hinweise
- 1994: Giacomo Puccini, Le Villi (Nuovo Era)[2]
- 1996: Giovanni Pacini, L’ultimo giorno di Pompei (Dynamic)[3]
- 1998: Gaetano Donizetti, Il fortunato inganno (Dynamic)[4]
- 2001: Gaetano Donizetti, La zingara (Dynamic)[4]
- 2002: Giovanni Paisiello, Il duello und Il due contesse (Dynamic)[5]
- 2003: Jules Massenet, Werther (Dynamic)[6]
- 2004: Gaetano Donizetti, Pietro il grande (Dynamic)[7]